# 佛兰德的玛蒂尔达
佛兰德的玛蒂尔达（Matilda of Flanders；约1031年－1083年11月2日），征服者威廉的妻子，英格兰王后。

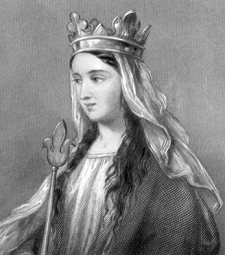
英格兰王后玛蒂尔达

## 生平
她是佛兰德伯爵博杜安五世和法蘭西的阿黛勒的女儿，法王羅貝爾二世的外孙女。
依据《吉尼斯世界纪录大全》的说法，玛蒂尔达被认为只有4英尺2英寸高（127厘米），是英格兰身材最小的王后。根据传说，诺曼底公爵威廉（后来的英格兰国王征服者威廉）向她求婚，玛蒂尔达（或称“莫德”）告诉威廉的代表，自己有着太过高贵的血统（英格兰阿尔弗雷德大帝最小的女兒埃爾夫思里思的后裔），不能考虑和一个私生子结婚。当威廉收到回覆以后，骑马从诺曼底到达布鲁日，发现玛蒂尔达正在前往教堂的路上，抓住她的长发辫把她拉下马来，在她目瞪口呆的侍从面前把她扔在街上，然后扬长而去。
故事情节的另一个版本是威廉骑马去玛蒂尔达的父亲在里尔的住处，把她扔在她房间的地上（再一次抓住她的发辫），并在离开之前打她（或猛烈的摇晃她），博杜安五世自然对此很生气，在他们拔出剑之前，玛蒂尔达决定和威廉结婚才化解了冲突。甚至教皇的禁令（血亲规定）也没能阻止她，他们于1053年结婚。
传言玛蒂尔达曾经爱上过一名叫Brihtric的撒克逊人，他是英格兰驻弗兰德的大使，但他拒绝了她的求爱。无论事件的真相如何，数年后她作为威廉在英格兰的摄政，使用个人权威没收了Brihtric的土地并把他投入监狱，最终Brihtric死在了监狱。
当威廉准备入侵英格兰的时候，玛蒂尔达用她自己的钱装备了一艘战舰“莫勒”号送给威廉。很多年来，玛蒂尔达被认为和贝叶挂毯（在法国通常被称作玛蒂尔达王后挂毯）的制作有关，但历史学家不再相信这种说法，贝叶挂毯应该是在威廉的同父异母兄弟，贝叶主教奥多委托之下，由英国艺术家在肯特制作的。
玛蒂尔达和威廉生有11个孩子，威廉被认为对妻子是忠诚的，至少在玛蒂尔达站在他们的儿子罗伯特一边反叛威廉之前是这样。1083年，玛蒂尔达去世，享年51岁，威廉从此变得很残暴，人们把这归咎于威廉失去她造成的。一般相信她被埋葬在诺曼底卡昂的圣斯蒂芬教堂，这里最终也是威廉的安葬之处。事实上她被安葬在另一座卡昂的教堂。特别有影响的是一块11世纪的厚石板，这块石板被用于装饰她的碑文，标示出她墓穴的位置在教堂后面。这是一个重大的发现，自从威廉的墓穴标志被替换以后直到19世纪初。
在1819年和1959年，玛蒂尔达的部分尸骨在法国被研究分析，测量她的骨骼以确定她的身高。1819年的估计是大约不到5英尺高，而1959年估计约正好5英尺（152厘米）。1959年以后，一些不严谨的文学作品传言她的高度是4英尺2英寸（127厘米），这是对1959年测量的歪曲。

## 子女
在有几个女儿这个问题上存有一些疑问。这个列表中包含的一些记载是模糊不清的。
1. 罗伯特·柯索斯（约1051年-1134年），诺曼底公爵，和孔韦尔萨诺（Conversano）的杰弗里的女儿西比尔（Sybil）结婚。
2. 理查（1054年-约1081年），贝尔奈公爵，在新森林被一头牡鹿杀死。
3. 阿德莉萨（或艾利斯）（约1055年-？），据说和英格兰队哈罗德二世订婚（她的存在有一些疑问）。
4. 塞西莉娅（或塞西莉）（约1056年-1126年），卡昂圣三一修道院院长。
5. 威廉·鲁夫斯（1056年-1100年），英格兰国王
6. 阿黛拉（约1062年-1138年），和布卢瓦伯爵斯蒂芬结婚。
7. 阿加莎（约1064年-1080年），先后和威塞克斯的哈罗德、卡斯提尔的阿方索六世订婚。
8. 康斯坦丝（约1066年-1090年），和布列塔尼公爵艾伦四世结婚，中毒身亡，可能出自她的仆人之手。
9. 玛蒂尔达（非常模糊，她的存在有一些疑问）。
10. 亨利（1068年-1135年），英格兰国王，先后和苏格兰国王马尔科姆三世的女儿伊迪丝、鲁汶的阿德莉萨的结婚。
11. Gundred（约1063年-1085年），William de Warenne（约1055年-1088年）的妻子，从前被认为是玛蒂尔达的另一个女儿，推测认为她是威廉之前婚姻所生，或者甚至是被收养的女儿。

玛蒂尔达是阿尔弗雷德大帝的第七代直系后裔。她和威廉的婚姻提高了威廉要求王位的权利。
所有的英格兰和联合王国的国王都是她的后裔，例如现在的女王伊丽莎白二世。

## 流行文化
玛蒂尔达和丈夫爱情在获奖剧本《天使在美国》中被谈及。
在银幕上，玛蒂尔达分别由Jane Wenham在两集的电视剧《征服》（1966年），Anna Calder-Marshall在电视舞台剧《王室血脉：征服者威廉》（Blood Royal: William the Conqueror）（1990）中扮演。

## 脚注
- ^ Hilliam, Paul (2005). William the Conqueror: First Norman King of England. New York City, New York: Rosen Publishing Group. pp. 20. ISBN 1-4042-0166-1.
- ^ Dewhurst, John (1981). "A historical obstetric enigma: how tall was Matilda?". Journal of Obstetrics & Gynaecology 1 (4): 271-272.